# Tepecoacuilco de Trujano
Tepecoacuilco de Trujano es una localidad mexicana del estado de Guerrero, ubicada en la región norte de dicha entidad. Según el censo de 2020, tiene una población de 6884 habitantes.
Es cabecera del municipio homónimo.

## Toponimia
Su nombre es mixto. La primera parte proviene del náhuatl cuyo significado es en el cerro de las culebras pintadas, deriva de las palabras tepetl  (cerro), coatl (culebra) cuiloa (pintar) y co (en). 
Hay otra interpretación etimológica que hace derivar al nombre en cuestión de tepetl - cerro, cuaitl - cabeza, cuilia - pintar, y co, de lugar. Ello da el significado de "Cerro de la cabeza pintada". De hecho, una de sus grafías de la época virreinal, es Tepequacuilco. Ésta segunda interpretación se aproxima mucho más al glifo del pueblo que, justamente, es la cabeza de una persona pintada de color verde y colocada en la punta de un cerro. 
La segunda parte del nombre fue agregada el 28 de abril de 1891, es un patronímico dado en honor al insurgente Valerio Trujano, quien luchó durante la guerra de la independencia de México.

## Historia
Época prehispánica
Los primeros habitantes de la zona de Tepecoacuilco eran tribus primitivas provenientes de las costas de Michoacán. Se han encontrado vestigios arqueológicos en la cuenca del río Mezcala identificados con la cultura olmeca. Posteriormente, en el primer milenio de nuestra era, se establecieron grupos chontales, principalmente en Ixcateopan. Este grupo vivía en chozas construidas con adobe y techo de palma, sus dioses principales fueron Tlamacasqui, señor de la lluvia, y su compañera Acxoyatl. Contaban con un calendario y tributaban al patriarca o señor del pueblo. 
En el siglo XI, la zona fue invadida por tribus de cazadores nahuas-coixca (llanura de culebra), quienes conquistaron a los chontales y matlatzincas. Establecieron el señorío de Coixcatlalpan y aprendieron la agricultura de los pueblos conquistados. Sus principales poblaciones fueron Taxco, Iguala y Tepecoacuilco. Su deidad principal era el dios de la guerra Citialtolohli (halcón estrella, a quienes los mexicas llamaron  Huitzilopochtli).
En 1435, el tlatoani Itzcóatl dirigió las primeras incursiones mexicas hacia la región. En 1438 los mexicas establecieron una fortificación en Tepecoacuilco. En 1445, Moctezuma Ilhuicamina realizó una nueva campaña para someter a los yopis, al sur del actual territorio del estado de Guerrero. De acuerdo al códice Mendocino, Tepecoacuilco  y trece pueblos a su alrededor tributaban frijol, maíz, chian y huautli. Además, de acuerdo al mismo códice, también conocido como Matrícula de Tributos se tributaban cuatrocientas cargas de mantas colchadas, más cuatrocientas cargas de mantas vetadas de negro y blanco,” más cuatrocientas cargas de mantas ricas, más cuatrocientas cargas de naguas y huipiles, más cuatrocientas cargas de mantillas blancas, más mil y seiscientas cargas de mantas grandes, todo lo cual tributaban de seis en seis meses. Además, tributaban cien hachuelas de cobre, mil doscientas jícaras de barniz amarillo, doscientos cantarillos de miel de abejas, cuatrocientas cestillas de copal blanco para sahumerios, ocho mil pellas de copal por refinar, que asimismo se gastaba para sahumerios. Todo lo cual tributaban de ochenta en ochenta días. Además de eso, dos piezas de armas con sus rodelas, adornadas con plumas ricas, más veinte piezas de armas con sus rodelas, adornadas con plumas corrientes, más cinco sartas de piedras de jade, más cuatro trojes grandes llenos de maíz, de frijoles, de chía y de amaranto, todo lo cual tributaban una vez en el año.
Durante la construcción de la presa, en 1964, se rescataron dos estelas incompletas de estilo teotihuacano que representan a Chalchiuhtlicue y Tláloc. Ambas piezas se encuentran actualmente en la Sala Occidente del Museo Nacional de Antropología de México.
Virreinato
En 1529, concluida la conquista de Tenochtitlan por Hernán Cortés, Tepecoacuilco fue conquistado por Gonzalo de Sandoval y Zapata.  Los dos documentos más importantes que muestran a Tepecoacuilco en su transición entre lo prehispánico y el virreinato son el Mapa de Tepecoacuilco, resguardado en la Biblioteca de Antropología de la Ciudad de México y el Códice Mendocino o Matrícula de Tributos.  
El territorio fue dado en encomienda a Bernardo o Bernardino de Torres y continuó heredándose esta, primero a su hija, Bernardina. A la muerte de Bernardina, su segundo esposo, Francisco González Magariño, ostentó la encomienda, y a su muerte la heredó a su hija, María Godoy.
Los indígenas continuaron tributando, al igual que solían hacerlo al Imperio Mexica, con mantas, maíz y algodón, para sostener con sus impuestos en especie el nuevo reino. Al igual que ellos, los mestizos, criollos, españoles y mulatos pagaban impuestos para sostener la estructura económica del pueblo. En 1533 los frailes Jerónimo de San Esteban y Agustín de la Coruña iniciaron las tareas de evangelización estableciendo un convento. Pocos años después, los agustinos abandonaron el lugar. De acuerdo a las instrucciones de la Corona española, la encomienda se convirtió en alcaldía y más tarde en intendencia. En 1565 el fraile agustino Andrés de Urdaneta descubre las corrientes marítimas del océano Pacífico que harían posible el viaje de Filipinas a Acapulco, llamado la Tornavuelta o Tornaviaje. A partir de entonces se genera un camino, que más tarde se llamaría Camino Real México-Acapulco, que permitió que varias poblaciones, entre ellas Iguala, Tepecoacuilco y Tuxpan, entonces llamado Pueblo Nuevo, fueran paso de Acapulco a México y viceversa. Durante el Virreinato de la Nueva España, que duró tres siglos, Tepecoacuilco tuvo diferentes desarrollos. Durante el siglo XVI, se erigieron los basamentos de la actual parroquia y convento agustino, las casas consistoriales, el trazo de la plaza y las casas de los encomenderos. Se hizo la distribución de tierras. La economía estaba sustentada por la producción de maíz. En aquella época Taxco, Tixtla, Iguala y Tepecoacuilco desarrollaron esquemas similares en su economía en la que los encomenderos y sus descendientes compraron tierras a los indígenas o las obtuvieron por medio de alianzas con la nobleza indígena. El siglo XVII ya había grandes terratenientes españoles y criollos dueños de prácticamente todo el valle de Iguala y Tepecoacuilco. El auge minero de Taxco abrió un mercado muy grande de maíz que abastecían Tepecoacuilco e Iguala.
Durante la primera mitad del siglo XVII la economía de Tepecoacuilco dependió, en gran parte, de auge minero de Taxco. Fue una época también de grandes epidemias y de mucha mortandad. Los jesuitas compraron tierras del valle y establecieron una hacienda que años después abandonaron debido a que no les redituó lo esperado. A lo largo del virreinato y durante los primeros años del México independiente, Tepecoacuilco y los pueblos aledaños fueron  paso de los productos traídos por la nao de China que llegaban al puerto de Acapulco con destino a la Ciudad de México. El tráfico de recuas se notaba especialmente en los meses de enero o febrero de cada año cuando, normalmente, llegaba a Acapulco la Nao. Para recibir los bienes y pagar los impuestos requeridos por la Corona, en Tepecoacuilco había una garita que registraba y grababa los bienes. Tepecoacuilco tuvo almacenes y tiendas que compraban bienes de la tierra, como maíz, ajonjolí o chocolate, bienes que llegaban de España con rumbo a Filipinas como telas o encajes; bienes que llegaban de Filipinas con rumbo a México y España, como lacas o especias. Estas tiendas abastecían a la población local. Algunas familias tenían dos o tres tiendas en Tepecoacuilco y algunas más en Iguala, Cocula o pueblos aledaños. Tepecoacuilco también fue paso de frailes que llegaban desde España, atravesaban de Veracruz hacia Acapulco para embarcarse a Filipinas con el fin de seguir evangelizando oriente. En la Navidad del año 1687 Tepecoacuilco recibió la visita del arzobispo Francisco de Aguiar y Seixas y las autoridades civiles y eclesiásticas lo celebraron. El arzobispo pasó dos días en el pueblo llevando a cabo sus labores. 
A lo largo del siglo XVIII la Archicofradía del Santísimo Sacramento de Taxco fue adquiriendo buenas extensiones de tierra de Tepecoacuilco e Iguala y mediante sus rentas lograban mantener a la parroquia de Santa Prisca y San Sebastián en Taxco, Templo de santa Prisca de Taxco. A mediados del siglo XVIII Tepecoacuilco logró el permiso de vender su producción de maíz fuera de Taxco, lo cual hasta entonces le había sido negado. Durante la segunda mitad del siglo XVIII dos o tres españoles y criollos de Tepecoacuilco lograron mantenerse como los comerciantes y productores de maíz más importantes de la zona de todo el valle de Iguala. Durante ese mismo siglo se construyó el puente del Rey que permitía el paso seguro sobre el río Tepecoacuilco y que quedó sumergido en la presa en la segunda mitad del siglo XX. Del siglo XVIII también son las puertas talladas de la parroquia de Tepecoacuilco.  
El la primavera de 1803 Tepecoacuilco fue visitado por el naturalista Alexander von Humboldt quien llegó con sus acompañantes y recuas con sus artefactos científicos. Esa tarde se hospedó en el pueblo, se entrevistó con personas de la nobleza indígena y la tradición oral señala que el lugar donde pernoctó es una casa del centro que desafortunadamente está en ruinas.        
Independencia
Formalmente en diciembre de 1810 Tepecoacuilco fue tomado por los Insurgentes y en el mismo mes el teniente realista José Antonio Andrade recuperó el pueblo. Quizá el evento más nombrado de la insurgencia en Tepecoacuilco fue el fusilamiento de los hermanos Orduña una vez que las fuerzas realistas tomaron el pueblo en diciembre de 1810. Si bien hay quienes piensan que esto se debió a que los Orduña eran insurgentes, hay otras posibilidades que algunos historiadores como Eduardo Miranda Arrieta han comenzado a explorar. En los años posteriores hubo algunas pequeñas batallas donde realistas e insurgentes pelearon tanto en el centro como a las afueras del pueblo mientras Tepecoacuilco estaba ocupado por fuerzas realistas.  
En noviembre de 1815, Morelos fue capturado por el realista don Matías Carranco, originario de Tepecoacuilco. Ya algunos historiadores como Carlos Herrejón Peredo y Guillermo de la Cruz Issa han aclarado el vínculo entre el generalísimo y Carranco. Antes de ser trasladado a la Ciudad de México, Morelos pasó uno o dos días de prisión en una casa de Tepecoacuilco que muy probablemente era parte del cuartel realista, casa que tristemente está muy afectada luego de los sismos de 2017. Después de ser proclamado el Plan de Iguala en 1821, Agustín de Iturbide que había firmado algunas cartas desde Tepecoacuilco, como la del 4 de febrero de 1821, finalmente acordó reunirse con Vicente Guerrero.    
En 1867, durante la Guerra de Reforma, Juan Vicario se levantó en armas adhiriéndose al bando conservador. Durante el Segundo Imperio Mexicano, Vicario apoyó a Maximiliano de Habsburgo, pero en 1863 la población fue tomada por el general liberal Porfirio Díaz. En 1891, se erigió el municipio de Tepecoacuilco y se le añadió al nombre el patronímico Trujano.
En 1912, durante la Revolución mexicana, la población fue ocupada por las tropas dirigidas por el general Jesús H. Salgado. En 1913 fue escenario del enfrentamiento que sostuvieron las tropas de Ambrosio Figueroa Mata contra las tropas del gobierno de Victoriano Huerta. Los huertistas se establecieron en Tepecoacuilco pero nuevamente fueron atacados por los revolucionarios en 1914. Al año siguiente, los carrancistas, comandados por Cipriano Lozano, derrotaron a los zapatistas de Encarnación Díaz. Salvo algunas acciones bélicas durante la Cristiada, desde entonces ha predominado la paz social en Tepecoacuilco.

## Geografía
Tepecoacuilco se encuentra a once kilómetros de Iguala, cerca de la carretera federal México-Acapulco a una altitud de 832 m s. n. m.  Al norte de la ciudad pasa el río Tepecoacuilco, donde se construyó la presa Valerio Trujano en 1964. 
El clima es subhúmedo-cálido con temperaturas que oscilan de 24.8 °C a 31.5 °C. La temporada de lluvias se presenta de junio a septiembre con una precipitación anual de 700 a 1100 mm. En cuanto a la flora, en los alrededores hay extensas áreas de matorral crasicaule, selva caducifolia con presencia de ceiba, casahuate, brasil y cubata; asimismo hay pequeñas zonas de bosques de pino y encino. En cuanto a su fauna se pueden encontrar coyotes, armadillos, tejones, venados, zorrillos, mapaches, tlacuaches, conejos, culebras de diferentes especies, gavilanes, zopilotes y diversas clases de aves más pequeñas.

## Actividad socioeconómica y cultural
De acuerdo al censo de 2020, la población es de 6884 habitantes, de los cuales 3346 son hombres y 3538 son mujeres. La actividad económica se basa en la agricultura, ganadería y minería, aunque existe algo de industria maquiladora. 
En el pueblo se encuentra el templo de la Purísima Concepción de María construido en el siglo XVII y el monasterio de los monjes agustinos. En las instalaciones del palacio municipal se conservan algunos ornamentos sacerdotales que utilizó José María Morelos y Pavón. En cuanto a la educación existen planteles de educación básica: preescolar, primaria y secundaria. Actualmente se abrieron 3 preparatorias.